# Antennella secundaria
Antennella secundaria är en nässeldjursart som först beskrevs av Gmelin 1791.  Antennella secundaria ingår i släktet Antennella och familjen Halopterididae. Inga underarter finns listade i Catalogue of Life.